# Clube de Regatas do Flamengo (futebol feminino)
A equipe de futebol feminino do Clube de Regatas do Flamengo foi criada em 2011. Depois de quatro anos parado, o projeto do futebol feminino do clube voltou a funcionar durante a gestão do ex-presidente Eduardo Bandeira de Mello, através de uma parceria com a Marinha do Brasil. O clube, atualmente, utiliza o Centro de Educação Física Almirante Adalberto Nunes (CEFAN) e utiliza o brasão no centro da camisa.

## História
Entre 1995 e 2001, o Flamengo manteve uma equipe de futebol feminino e participou do Campeonato Carioca, que também contou com equipes femininas do Botafogo, Fluminense e Vasco da Gama, entre outros. O Rubro-Negro não obteve títulos nessa época. Em 2002, o Campeonato Carioca não foi organizado e o Flamengo não manteve a equipe feminina.
Em 2011, o Flamengo criou um time feminino e sonhou em dar a camisa rubro-negra para Marta, mas não conseguiu. Naquele ano, a equipe foi montada através de uma parceria firmada, na ocasião com a prefeitura de Guarujá, cidade no litoral de São Paulo, onde o grupo treinava. A equipe rubro-negra contava com nomes como Thaisinha (da Seleção Brasileira), Ketlen, a goleira Thaís Picarte, Joicinha e Vivi.
Em 10 de julho de 2015, durante divulgação das medalhas comemorativas pelo aniversário de 120 anos do Flamengo, o vice-presidente geral do clube, Walter D’Agostino, anunciou uma parceira com a Marinha do Brasil para que o clube participasse do próximo Campeonato Brasileiro.
Os objetivos desta parceria são: permitir que o clube dispute os campeonatos e a preparação das atletas para os campeonatos militares, em especial o VI Jogos Mundiais Militares (2015), que foram disputados na Coreia do Sul.
Para o Flamengo, a parceria está em conformidade com a medida provisória n.º 671, aprovada pelo Senado Federal e torna possível que o clube ajude no desenvolvimento do esporte.
Logo no ano que foi criado, a equipe conquistou seu primeiro título: o Campeonato Carioca de 2015, com dez vitórias em 11 jogos. A única derrota foi por W.O., depois que a comissão técnica não aprovou as condições do gramado no estádio visitante e optou por não entrar em campo.
Em 2016, além do bicampeonato estadual, conquistado, em 18 de setembro, sobre o Vasco da Gama, o futebol feminino do Flamengo/Marinha conquistou o seu primeiro título nacional, ao vencer o Campeonato Brasileiro contra o então campeão Rio Preto. Depois de perder para o Rio Preto por 1–0, no jogo de ida, no Rio de Janeiro, a equipe rubro-negra reverteu o placar e venceu por 2–1 no estádio Anísio Haddad, em São José do Rio Preto, conquistando o título pelo gol marcado fora.
O Flamengo/Marinha foi o primeiro clube de fora do estado de São Paulo a conquistar o Campeonato Brasileiro.
O clube foi eliminado da Copa do Brasil, em 28 de setembro de 2016, pelo Corinthians, impedindo o clube de conquistar o título inédito e também a Tríplice coroa nacional, em 2016.
Em 4 de outubro de 2017, pelo Campeonato Carioca de 2017, o Flamengo/Marinha venceu o Barcelona-RJ por 18–0. A partida foi encerrada no fim do primeiro tempo por falta de jogadoras da equipe adversária, sendo a maior goleada do Campeonato.
O Flamengo conquistou o Campeonato Carioca de 2017 de forma invicta, ao derrotar a equipe do Duque de Caxias por 10–3, garantindo assim seu primeiro tricampeonato estadual.

## Investimentos
Em maio de 2023, o presidente do Flamengo visitou a Marinha para debater os rumos da parceria no Futebol Feminino. Assim como o futebol masculino, o Flamengo feminino é um time muito grande, e atrai olhos e interesses de diversos outros times e investidores, como patrocinadores .
A parceria entre as partes envolvidas teve início em julho de 2015, marcando o início de uma trajetória de sucesso notável. Ao longo desse período, a equipe conseguiu conquistas de prestígio, incluindo o título de campeã brasileira no ano de 2016, assim como a impressionante marca de heptacampeã carioca. Além disso, a equipe obteve reconhecimento internacional ao conquistar o título de bicampeã mundial militar .
No cenário atual, a equipe mantém um desempenho sólido e consistente, ocupando a segunda posição no Campeonato Brasileiro, demonstrando sua capacidade competitiva. É importante ressaltar que a equipe já assegurou sua vaga na próxima fase da competição, consolidando seu status como uma das principais forças do futebol feminino no país .
O clube investiu mais recursos e atenção na modalidade, e suas jogadoras competem em torneios como o Campeonato Brasileiro de Futebol Feminino, a Copa do Brasil de Futebol Feminino e o Campeonato Carioca de Futebol Feminino .

### Incentivos nacionais
O futebol feminino viu o surgimento de um novo aliado para as suas divisões de base. A Vale, por meio da Lei Federal de Incentivo ao Esporte, comprometeu-se a fornecer recursos para o projeto, o qual se estenderá e será implementado até o final do ano de 2023. Essa colaboração representa um importante passo para o fortalecimento e desenvolvimento do futebol feminino, oferecendo apoio financeiro crucial para as categorias de base .

### Desenvolvimento do esporte para as atletas mais vulneráveis
Além disso, o acordo abrangerá jovens associadas a iniciativas sociais por meio da expansão da rede de núcleos parceiros, incluindo o fornecimento de conjuntos de equipamentos para treinamento, realização de ações e visitas. O propósito subjacente é criar uma sinergia mais profunda com profissionais do Clube de Regatas do Flamengo, carinhosamente chamado de "Mais Querido"  . Um exemplo recente dessa colaboração ocorreu quando o Flamengo participou da Liga de Desenvolvimento Sub-14 com uma equipe composta por jovens provenientes desses projetos sociais, destacando o compromisso com o desenvolvimento das jovens talentosas .

## Dificuldades enfrentadas em campeonatos
O Flamengo oficializou em maio de 2023 a partida de Luis Andrade, que desempenhava a função de treinador da equipe feminina. Essa decisão acontece logo após a eliminação da equipe no Campeonato Brasileiro Feminino, em que o Flamengo acabou derrotado pelo Santos nas quartas de final, com um placar agregado de 7 a 2 
Em dezembro de 2021, Luis Andrade foi formalmente anunciado como o treinador das Meninas da Gávea, a equipe feminina do Flamengo. Desde o início de sua gestão, Andrade liderou o time em um total de 63 jogos, registrando 39 vitórias, oito empates e 16 derrotas em seu histórico à frente da equipe .

## Elenco atual
Última atualização: 1 de janeiro de 2025.

## Títulos
| NACIONAIS      | NACIONAIS              | NACIONAIS | NACIONAIS                                       |
|                | Competição             | Títulos   | Temporadas                                      |
| -------------- | ---------------------- | --------- | ----------------------------------------------- |
|                | Campeonato Brasileiro  | 1         | 2016                                            |
| ESTADUAIS      |                        |           |                                                 |
|                | Competição             | Títulos   | Temporadas                                      |
|                | Campeonato Carioca     | 8         | 2015, 2016, 2017, 2018, 2019, 2021, 2023 e 2024 |
| Rio de Janeiro | Taça Guanabara         | 4         | 2020, 2021, 2022 e 2023                         |
| Rio de Janeiro | Copa Rio               | 2         | 2023 e 2025                                     |
| AMISTOSAS      |                        |           |                                                 |
|                | Competição             | Títulos   | Temporadas                                      |
| Brasil         | Brasil Ladies Cup      | 1         | 2022                                            |
| Rio de Janeiro | Torneio da Cidadania   | 1         | 1995                                            |
| Rio de Janeiro | Torneio Rio das Ostras | 1         | 1999                                            |

Categorias de base
| NACIONAIS      | NACIONAIS                                        | NACIONAIS | NACIONAIS  |
|                | Competição                                       | Títulos   | Temporadas |
| -------------- | ------------------------------------------------ | --------- | ---------- |
| Brasil         | Campeonato Brasileiro Feminino Sub-20            | 1         | 2024       |
| INTERESTADUAIS |                                                  |           |            |
|                | Competição                                       | Títulos   | Temporadas |
| São Paulo      | Copa São Paulo de Futebol Feminino Junior Sub-20 | 1         | 2023       |
| ESTADUAIS      |                                                  |           |            |
|                | Competição                                       | Títulos   | Temporadas |
| Rio de Janeiro | Campeonato Carioca Sub-17                        | 1         | 2023       |
| Rio de Janeiro | Taça Guanabara Sub-20                            | 1         | 2022       |
| Rio de Janeiro | Taça Guanabara Sub-17                            | 1         | 2022       |

- Campeão invicto.

### Rankingda CBF
Ranking atualizado em dezembro de 2022
- Posição: 8.º
- Pontuação: 7 968 pontos